# ガビアーノ
ガビアーノ（伊: Gabiano）は、イタリア共和国ピエモンテ州アレッサンドリア県にある、人口約1,000人の基礎自治体（コムーネ）。

## 地理

### 位置・広がり
| 隣接するコムーネは以下の通り。括弧内のVCはヴェルチェッリ県所属を示す。 - カミーノ - チェッリーナ・モンフェッラート - フォンタネット・ポー (VC) - モンベッロ・モンフェッラート - モンチェスティーノ - パラッツォーロ・ヴェルチェッレーゼ (VC) - ヴィッラミローリオ |

### 地震分類
イタリアの地震リスク階級 (it) では、4 に分類される
。

## 行政

### 分離集落
ガビアーノには、以下の分離集落（フラツィオーネ）がある。
- Cantavenna, Mincengo, Piagera, Sessana, Varengo, Zoalengo